# Fossaria obrussa
Fossaria obrussa är en snäckart som först beskrevs av Thomas Say 1825.  Fossaria obrussa ingår i släktet Fossaria och familjen dammsnäckor. Inga underarter finns listade i Catalogue of Life.